# Moigno (Mondkrater)
Moigno ist ein kleiner Einschlagkrater am nordöstlichen Rand der Mondvorderseite. Er liegt zwischen den Kratern Neison im Nordwesten und Arnold im Nordosten.
Der Kraterrand ist stark erodiert.
| Buchstabe | Position           | Durchmesser | Link |
| --------- | ------------------ | ----------- | ---- |
| A         | 64,78° N, 29,69° O | 16 km       |      |
| B         | 64,64° N, 26,09° O | 24 km       |      |
| C         | 65,95° N, 29,01° O | 9 km        |      |
| D         | 65,2° N, 27,57° O  | 24 km       |      |

Der Krater wurde 1935 von der IAU nach dem französischen Mathematiker und Physiker François Napoléon Marie Moigno offiziell benannt.

## Einzelnachweise

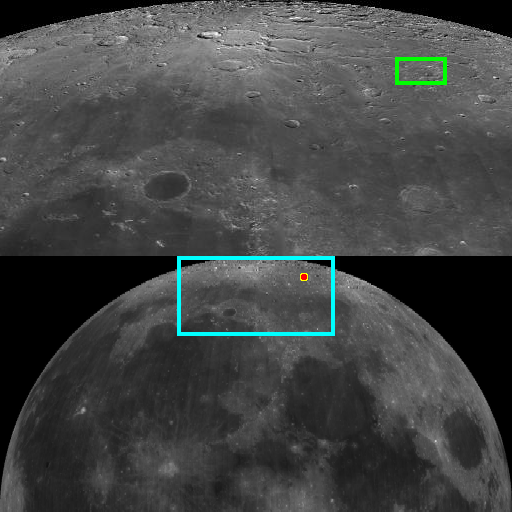
Lage von Moigno